# Mihail G. Orleanu
Mihai Orleanu (n. 20 noiembrie 1859, Focșani – d. 31 ianuarie 1942, Galați) a fost un om politic român.

## Biografie
Mihai Orleanu a fost fiul lui Gheorghe Orleanu (1823-1897), avocat și primar al orașului Focșani și al Mariei (n. Plagino). 
A fost un mare om politic român, membru al Partidului Național Liberal, deputat între 1896 și 1926. A militat pentru revizuirea Constituției prin introducerea votului universal și exproprierea pentru utilitate națională, deși era unul din marii proprietari rurali. Într-un celebru discurs, la Iași, în 1917, s-a bucurat de înfăptuirea marii sale dorințe: exproprierea latifundiilor și împroprietărirea sătenilor. Între 1909-1910 a fost Ministru al Industriei și Comerțului, iar între 1922-1926 președintele Adunării Deputaților. În calitate de Președinte al Camerei Deputaților a prezentat coroana Reginei Maria, în momentul încoronării, la Alba Iulia, în ziua de 15 octombrie 1922. S-a făcut remarcat printr-o inițiativă legislativă prin care interzicea angajaților statului să se asocieze sau să inițieze greve, precum și contractul colectiv de muncă.
A fost căsătorit cu Valentina Georgeade și au avut împreună patru copii: Gheorghe, Valentina, Maria-Eliza (1902-1977) căsătorită cu Alexandru Ghica, Director general al Siguranței Statului și Polițiilor în perioada Statului Național-Legionar, și Mihai-Neculai.